# West Brompton (stanice metra v Londýně)
West Brompton je stanice metra v Londýně, otevřená roku 1866. Za druhé světové války zasáhla stanici bomba. Stanice je vybavena výtahy. Autobusové spojení zajišťují linky 74, 430 a noční linky N74 a N97. Stanice se nachází v přepravní zóně 2 a leží na lince:
- District Line - mezi stanicemi Fulham Broadway a Earl's Court.

Do 1. března 1880 byla konečnou těchto linek:
- Overground
- National Rail

| Rok  | Počet cestujících |
| ---- | ----------------- |
| 2011 | 4,25 mil.         |
| 2012 | 4,54 mil.         |
| 2013 | 4,61 mil.         |
| 2014 | 4,47 mil.         |